# Le Havre (film)
Ne doit pas être confondu avec Havre (film).
Pour plus de détails, voir Fiche technique et Distribution.
Le Havre  est une comédie dramatique finno-franco-allemande produite, écrite et réalisée par Aki Kaurismäki et sortie le 8 septembre 2011. Le film a été sélectionné, en compétition, au Festival de Cannes 2011 et a reçu le prix Louis-Delluc.

## Synopsis
La police découvre un groupe d'immigrés clandestins en provenance d'Afrique dans un conteneur sur le port du Havre. Un jeune garçon, Idrissa, parvient à s'enfuir et se réfugie chez un cireur de chaussures, Marcel Marx dont la femme Arletty est gravement malade. Marcel s'emploie à  cacher Idrissa et à essayer de le faire passer en Angleterre, où sa mère l'attend. Arletty est admise à l'hôpital et demande aux docteurs de cacher à Marcel la gravité de son état.  
Un patron-pêcheur accepte de prendre Idrissa à son bord et de le remettre en mer à un confrère anglais, qui réclame 3 000 € en paiement. Pour réunir cette somme, Marcel persuade le rocker local Little Bob de se produire charitablement en concert. Little Bob et sa compagne se sont disputés et Marcel doit préalablement les réconcilier.  
La tâche de cacher Idrissa devient de plus en plus compliquée car un voisin les a dénoncés à la police. Cependant le commissaire Monet, chargé de l'enquête, montre peu d'enthousiasme pour l'arrestation d'un enfant et prévient Marcel discrètement qu'une rafle se prépare. Avec l'aide des commerçants du quartier et d'un autre immigré qui a pu se régulariser, Chang, Marcel parvient à mettre Idrissa sur le bateau. La police les rejoint, mais Monet en sa qualité de Commissaire sauve la situation en s'asseyant sur la trappe qui contient le jeune garçon pendant que le bateau est fouillé. Idrissa prend le large et Marcel se rend à l'hôpital où il trouve un lit vide. On l'emmène parler au docteur qui lui apprend que sa femme a fait une guérison miraculeuse.

## Fiche technique
- Titre original : Le Havre
- Titre français : Le Havre
- Réalisation : Aki Kaurismäki
- Scénario : Aki Kaurismäki
- Décors : Wouter Zoon
- Costumes : Fred Cambier
- Photographie : Timo Salminen
- Son : Tero Malmberg
- Montage : Timo Linnasalo
- Musique : The Renegades
- Production : Aki Kaurismäki
- Société(s) de production : Pandora Filmproduktion, Pyramide Productions, Sputnik Oy et YLE
- Société(s) de distribution :  Future Film,  Pyramide Distribution
- Budget : 3 850 000 €
- Pays d’origine :  Finlande,  France,  Allemagne
- Langue : français
- Format : couleur (Kodakcolor) - 35mm - 1.85:1 - Son Dolby numérique
- Genre  : comédie dramatique
- Durée : 1h33 minutes
- Date de sortie : 17 mai 2011 (Festival de Cannes 2011)
  -  Allemagne : 8 septembre 2011
  -  Finlande : 9 septembre 2011
  -  France : 21 décembre 2011

## Autour du film
- Little Bob (Roberto Piazza), un rockeur, figure havraise depuis les années 1970, joue son propre rôle dans le film.
- L'apparition de Jean-Pierre Léaud est un hommage du réalisateur à François Truffaut auquel il voue une grande admiration.
- Pierre Étaix : collaborateur de Jacques Tati, joue le rôle du docteur Becker.
- Le Havre est le second film tourné en langue française par Aki Kaurismäki après La Vie de bohème en 1992. Il a avec ce dernier beaucoup de points communs :
  - des acteurs : en particulier Évelyne Didi, Jean-Pierre Léaud et André Wilms.
  - des thématiques comme l’immigration, le couple, la maladie et la solidarité.

## Distribution
- André Wilms : Marcel Marx
- Kati Outinen : Arletty Marx, la femme de Marcel
- Jean-Pierre Darroussin : le commissaire Henri Monet
- Blondin Miguel : Idrissa Saleh, le jeune clandestin
- Elina Salo : Claire, la patronne du bar « La Moderne »
- Évelyne Didi : Yvette, la boulangère
- François Monnié : Jean-Pierre, l'épicier
- Quoc Dung Nguyen : Chang, le collègue cireur de Marcel
- Roberto Piazza : Little Bob, le chanteur de rock
- Pierre Étaix : le docteur Becker
- Jean-Pierre Léaud	: le voisin dénonciateur
- Vincent Lebodo : Francis, le patron-pêcheur
- Jérôme Boyer : Policier-Frontière
- Umbañ U Kset : Mahamat Saleh, le grand-père d'Idrissa
- Patrick Bonnel : le directeur du centre de rétention
- Jean-Luc Guion-Firmin : le réfugié de Calais
- Luce Vigo : la vendeuse de sandwiches
- Laïka : la chienne de Marcel

## Distinctions
- Festival de Cannes 2011 :
  - Prix FIPRESCI de la Critique internationale
  - Mention Spéciale du Jury Œcuménique
- 2011 : Prix Louis-Delluc[1]
- Prix Humanum 2012 de l'UPCB / UBFP - Union de la presse cinématographique belge
- Prix ARRI 2011 du Festival du film de Munich, catégorie du meilleur film étranger.
- Gold Hugo 2011 du meilleur film au Festival international du film de Chicago
- Jussis 2012, Le Havre est lauréat dans 6 catégories, dont la catégorie Meilleur Film et meilleure mise en scène.

### Nominations
- César du cinéma 2012
  - César du meilleur film
  - César de la meilleure réalisation
  - César des meilleurs décors
- Prix du cinéma européen 2011
  - meilleur film européen
  - meilleur réalisateur
  - meilleur acteur
  - meilleur scénariste

## Analyse
Dans ce film, Kaurismäki superpose deux époques, la première celle des années 1960-70 (habitat, automobiles), l'autre contemporaine (téléphones mobiles, conteneurs, monnaie en euros, vin de 2005).
Il propose une vue romanesque et anachronique du Havre, à travers les yeux du réalisateur finlandais.
À travers une vision humaniste, le réalisateur aborde la problématique intemporelle des migrations, particulièrement dans une ville portuaire comme Le Havre, avec de l'empathie et sans jugement de valeur.
Dans sa critique, Jean-Michel Frodon propose un parallèle entre le film et Les Misérables de Victor Hugo. 